# 皮亚季戈尔斯克
皮亚季戈尔斯克（羅馬化：Pyatigorsk；或意译五山城）是俄羅斯聯邦南部北高加索斯塔夫羅波爾邊疆區的城市，以其溫泉渡假區而聞名。皮亚季戈尔斯克近年由於有長蛋型頭骨出土，引起了外星人在當地生活過的傳言。
2010年1月19日成為新成立的北高加索聯邦管區首府。

## 友好城市

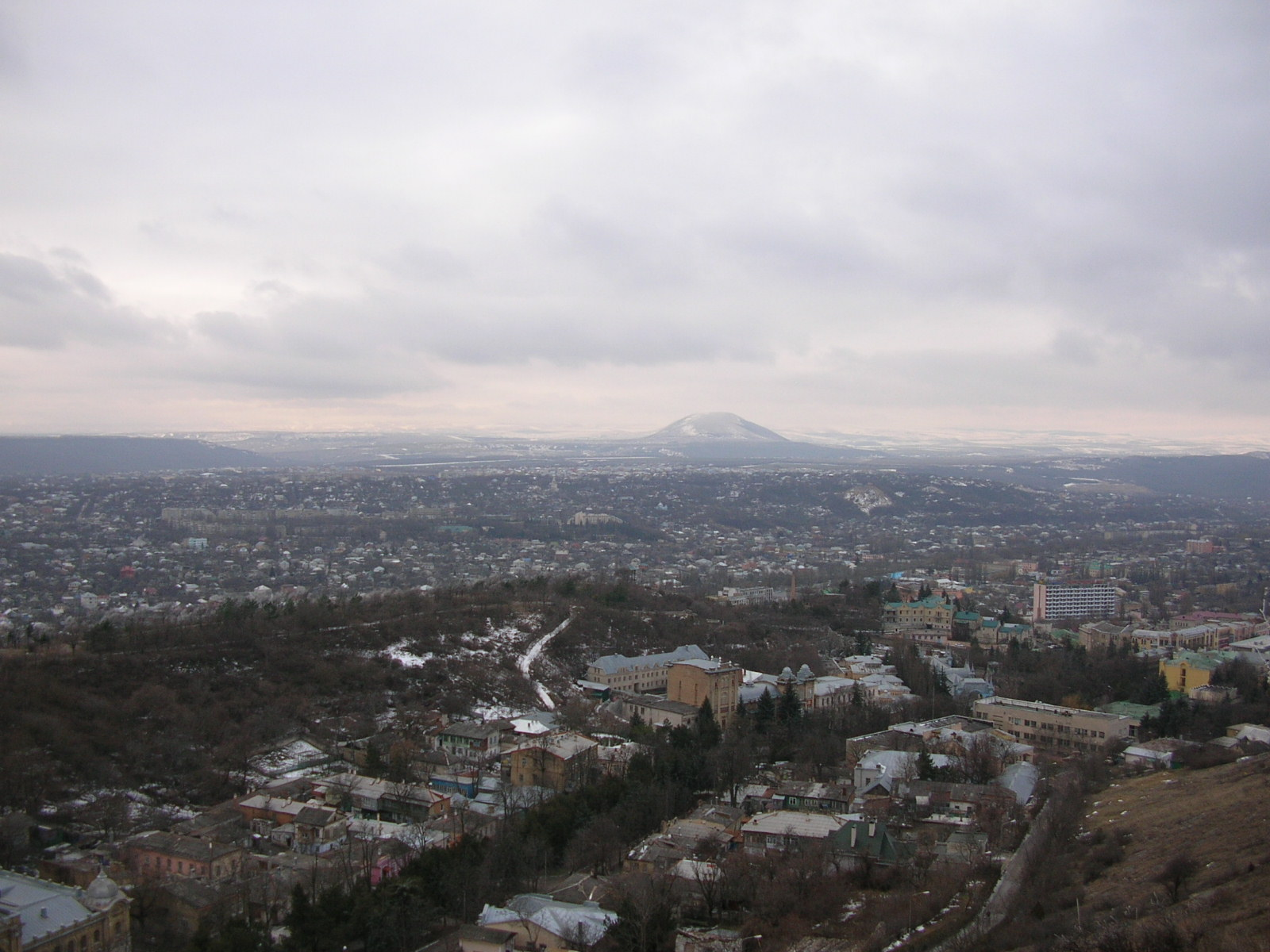

- 美国迪比克
- 印度柯枝
- 保加利亚帕納久里什泰
- 希腊特里卡拉
- 匈牙利黑維茲
- 德国施韦特

## 外部連結
- 五山城官方網址 （页面存档备份，存于）